# Lars Jansson (ishockeyspelare)
Lars Jansson, född 3 mars 1970 i Sollefteå, Ångermanland, är en svensk före detta professionell ishockeyspelare. Hans moderklubb är Sollefteå HK.